# Люцинда (роман)
«Люцинда» (нем. Lucinde) — роман немецкого писателя Фридриха Шлегеля, опубликованный в 1799 году. Считается одним из манифестов романтизма.

## Содержание
Шлегель описал в романе свою молодость и отношения с Доротеей Фейт, его возлюбленной, на которой он позже женился. «Люцинда» состоит из тринадцати отрывков, повествование прерывается письмами, аллегориями, в которых появляются в качестве действующих лиц произведения Шлегеля (в том числе ещё не написанные). В главе «Ученические годы возмужалости» содержится большой отрывок из истории прежних увлечений Юлия, живописца, гениального юноши с бурными стремлениями, ведшего беспорядочную жизнь до встречи с Люциндой, также художницей, обладание которой объяснило ему истинную сущность любви и пролило новый свет на жизнь. Эта глава, самая длинная в романе, занимает в нём центральное место. За этим следуют «Метаморфозы», два письма Юлия, «Размышление» — рассуждения метафизико-фантастико-эротического характера на тему о размножении человечества, ещё два письма Юлия к другу Антонию и, наконец, заключительная глава под заглавием «Причуды фантазии».

## Значение
«Люцинда» вызвала всеобщее негодование. Её осудил Фридрих Шиллер, и даже романтики были недовольны романом. Только друг автора Шлейермахер анонимно опубликовал в его защиту «Интимные письма о Люцинде». Шлегель хотел написать продолжение романа, но эти планы остались неосуществлёнными. При подготовке своего собрания сочинений в 1822 году он не стал включать туда «Люцинду».
Роман имеет очень важное значение в истории романтизма. Он стал своего рода манифестом романтической школы: в нём с особенной яркостью отразились эстетические и этические воззрения романтиков. Здесь в точности соблюден принцип эстетики Шлегеля, согласно которому романтический поэт не стесняется никакими правилами, причём это заявление сделано не автором, а героем романа Юлием в письме к Люцинде. 